# براندون جيفرسون
براندون جيفرسون (بالإنجليزية: Brandon Jefferson)‏ مواليد 25 نوفمبر 1991 في فلاور، هو لاعب كرة سلة أمريكي. بدأ مسيرته الاحترافية في سنة 2014. يلعب كلاعب هجوم خلفي. يحمل الرقم 13. يبلغ طوله 5 قدم 9 بوصة (1.8 م). لعب مع فينيكس هاغن في الدوري الألماني لكرة السلة ونادي أوليمبيا لكرة السلة في الدوري السلوفيني لكرة السلة.

## روابط خارجية
- براندون جيفرسون على موقع الدوري الأوروبي لكرة السلة (الإنجليزية)
- براندون جيفرسون على موقع كرة السلة الأوروبية.كوم (الإنجليزية)
- براندون جيفرسون على موقع ريلجم (الإنجليزية)
- براندون جيفرسون على موقع بروبوليرز (الإنجليزية)
- براندون جيفرسون على موقع سبورتس رفرنس (الإنجليزية)